# Прилуки (Запорожская область)
Прилуки (укр. Прилуки) — село,
Воздвижевский сельский совет,
Гуляйпольский район,
Запорожская область,
Украина.
Код КОАТУУ — 2321881003. Население по переписи 2001 года составляло 58 человек.

## Географическое положение
Село Прилуки находится на левом берегу реки Гайчур,
выше по течению на расстоянии в 2 км расположено село Еленоконстантиновка,
на противоположном берегу — сёла Варваровка и Доброполье.

## История
- 1913 год — дата основания.